# Übergangsvorschrift
Als Übergangsvorschriften oder Übergangsbestimmungen bezeichnet man Bestimmungen, die regeln, wie bei einer Gesetzesänderung mit bereits entstandenen Fallgestaltungen zu verfahren ist. Das Übergangsvorschriften sind Teil des intertemporalen Rechts.
Beispielsweise wurde in Deutschland im Rahmen der großen Schuldrechtsmodernisierung zum 1. Januar 2002 das Recht der Verjährung neu gestaltet und die regelmäßige Verjährungsfrist von dreißig auf drei Jahre verkürzt. Für Ansprüche, die vor dem 1. Januar 2002 entstanden waren, bestimmte das Übergangrecht in Art. 229 § 6 EGBGB, dass die Verjährung ebenfalls nach drei Jahren eintritt, aber erst mit dem 1. Januar 2002 zu laufen beginnt.